# Mlingula
Mlingula ist ein Verwaltungsbezirk (englisch Ward) des Distrikts Masasi in der tansanischen Region Mtwara.

## Geografie
Mlingula liegt im Südosten von Tansania etwa 15 Kilometer Luftlinie nordwestlich der Distrikthauptstadt Masasi. Der Bezirk grenzt im Norden an Chiwale, im Osten an Temeke und Mwenge Mtapika, im Süden an Sululu und im Westen an Namajani und Namatutwe. Bei der Volkszählung 2022 lebten 11.092 Menschen in 3340 Haushalten auf einer Fläche von 95 Quadratkilometern.

## Gliederung
Der Bezirk besteht aus fünf Gemeinden (Mtaa) mit 24 Orten (Kitongoji):
| Mlingula - Mkapa - Tandika - Mandela - Amani - Nyerere - Umoja - Muungano | Namichi - Saveyi - Amani - Namichi - Migombani | Masikunyingi - Mnazimmoja - Majimaji - Kilimanihewa - Tandika - Sisi Kwa Sisi | Chikoweti - Sabani - Chikoweti - Mbuyuni | Nambaya - Nambaya - Wilimbe - Majimaji - Minazini - Chibonga |

## Infrastruktur
- Bildung: Im Bezirk gibt es keine weiterführende Schule.[8]
- Gesundheit: In den Gemeinden Chikoweti und Nambaya befindet sich je eine Ambulanz.[9] Jene in Chikoweti ist öffentlich,[10] die in Nambaya wird von der römisch-katholischen Kirche betrieben.[11]